# BEOF
Bornholms Energi & Forsyning er et multiforsyningsselskab, der leverer el, vand og varme samt håndterer spildevand. Bornholms Energi & Forsyning er en fusion mellem Bornholms Forsyning A/S og Østkraft A/S, der begge var kommunale forsyningsselskaber.
BEOFs elproduktion sker fra et flisfyret kraftvarme-anlæg (Blok 6 dampturbine) på 35 MW i Rønne, 14 dieselmotorer på i alt 34 MW, og 12 vindmøller på i alt 12 MW.

Hele øens elproduktion er bl.a. 34 MW dieselmotorer, 30 MW vindmøller, 20 MW solceller og 25 MW og 35 MW dampturbiner. Øens elnet tester virtuel dødstart en gang om ugen. Elnettet forventes udbygget i takt med øget elforbrug.
Desuden udveksler Bornholms elnet strøm via et 60 MW el-kabel til Sverige siden 1980, som har haft 6 driftsforstyrrelser. Et batteri på 30 megawatt og 45 megawatt-timer afprøves for at styrke øens elnet.
Bornholms Energi & Forsyning:
- Sælger el til private og erhvervskunder - både på Bornholm og i resten af Danmark
- Producerer og leverer varme til bornholmske husstande og virksomheder.
- Producerer og leverer vand til bornholmske husstande og virksomheder.
- Håndterer al spildevand på Bornholm - og sørger for tømning af septiktanke med videre.

Bornholms Energi & Forsyning deltager i Bornholms Regionskommunes bestræbelser på, at Bornholm i 2025 skal være et CO2-neutralt samfund baseret på bæredygtig og vedvarende energi.
Bornholms Energi & Forsyning er desuden samarbejdspartner i en lang række forsknings- og udviklingsprojekter, bl.a. EcoGrid 2.0 og energilagring.
Selskabets bestyrelsesforperson er Helle Munk Ravnborg (Ø), mens den daglige ledelse forestås af administrerende direktør Claus M. Andersen og økonomidirektør Jonas Krøier Hansen.